# Laja Mangel
Laja Mangel är ett distrikt i Afghanistan. Det ligger i provinsen Paktia, i den östra delen av landet, 100 kilometer sydost om huvudstaden Kabul.
Distriktet beräknades år 2022 ha cirka 22 000 invånare.